# 752 Sulamitis
752 Sulamitis è un asteroide della fascia principale del diametro medio di circa 62,77 km. Scoperto nel 1913, presenta un'orbita caratterizzata da un semiasse maggiore pari a 2,4618590 UA e da un'eccentricità di 0,0747714, inclinata di 5,95730° rispetto all'eclittica.
È il primo e il più importante rappresentante della famiglia di asteroidi Sulamitis.
Il suo nome è in riferimento ad un personaggio biblico del vecchio testamento, da alcuni identificato con la regina di Saba.